# Jules-Marc Chamerlat
Pour les articles homonymes, voir Chamerlat.
Jules-Marc Chamerlat, né à Avesnes-sur-Helpe le 9 novembre 1828, mort à Paris 6e le 30 avril 1868, est un artiste peintre français.

## Biographie

### Formation et premières expositions, carrière
Jules-Marc Chamerlat suivit ses premiers cours de secondaire au collège de Châlons-sur-Marne. 

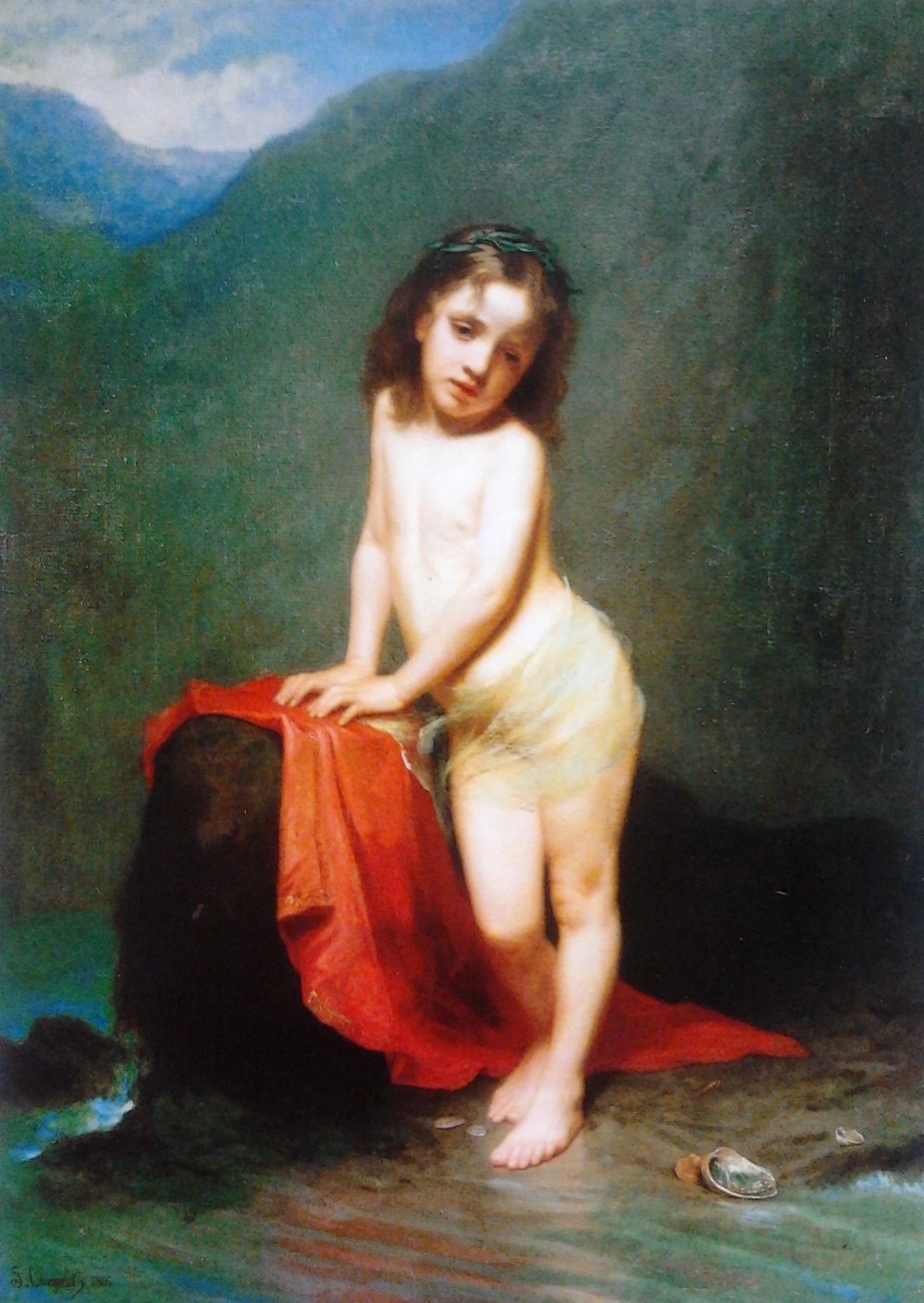
La petite sirène.

Son père qui pratiquait la peinture lui donna les premiers éléments du dessin. Le jeune homme aimait particulièrement le pastel qui permettait, selon lui, un meilleur rendu de la nature. C'est d'ailleurs cette technique qu'il utilise pour réaliser de nombreux portraits en Picardie et en Champagne.
Il rejoint Paris en 1849 où il continue les portraits au pastel.
Il se décide à suivre les cours de l'école impériale de dessin. Il entre ensuite à l'école de Léon Cogniet puis à l'école des Beaux-Arts de Paris. Il remporte alors plusieurs mentions honorables, médailles et récompenses dans les catégories paysage, composition, figure, anatomie.
Il se consacre ensuite à la peinture à l'huile.
Il réalise alors, entre autres :
- L'Origine du chapiteau corinthien, 1858.
- Figure peinte, 1858.

Élève de Cogniet, il débute au salon en 1859, avec son tableau Moines se rendant à l'office de nuit.
Aussi, Le soir de l’exécution de l'Empereur Maximilien et Les Saintes Femmes,.

## Postérité
Le peintre est enlevé à sa famille en quelques jours par la maladie. Il laisse une veuve et un enfant.

## Collections publiques
- Boulogne-sur-Mer, musée, La petite ravaudeuse, de 1860.
- Abbeville, ancien carmel, Les Saintes femmes au retour du Calvaire, de 1861, inscrit monument historique au titre objet depuis le 6 mars 2017[4].
- Birmingham (Alabama), Birmingham Museum of Art, Mère et enfant à l'église, 1863.
- Rennes, préfecture de l'Ille-et-Vilaine, Empereur Napoléon III, 1864.
- Varsovie, Porczyński Gallery, La petite sirène, 1866.
- L'empereur Maximilien au couvent des capucins, Queratero, 1867.